# Principe de Hardy-Weinberg
Pour les articles homonymes, voir Hardy, Weinberg et HWE.
Le principe de Hardy-Weinberg (aussi connu sous le nom de loi de Hardy-Weinberg ou équilibre de Hardy-Weinberg, Hardy–Weinberg equilibrium en anglais) est une théorie de génétique des populations qui postule qu'au sein d'une population (idéale), il y a un équilibre des fréquences alléliques et génotypiques d'une génération à l'autre. Autrement dit, les fréquences alléliques et génotypiques restent constantes d’une génération à l’autre.

## Histoire

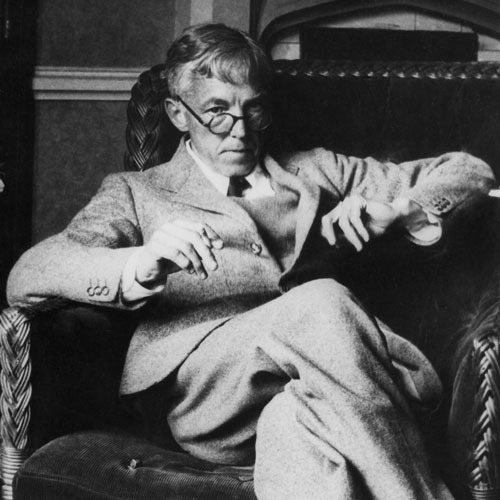
Godfrey Harold Hardy

Gregor Mendel est souvent reconnu comme le père fondateur de la génétique. Il a étudié la transmission de caractères sur des petits pois tels que leur couleur ou leur aspect. Ses expériences l'ont amené à affirmer que des caractères distincts se transmettent de manière indépendante et que certains sont dominants et d'autres récessifs.
La génétique mendélienne a été critiquée par Udny Yule car il pensait que la proportion des allèles dominants ne feraient qu'augmenter. Reginald Punnett, qui ne parvenait pas à prouver le contraire à Udny Yule, a demandé au mathématicien britannique Godfrey Harold Hardy de résoudre le problème. Celui-ci a apporté la preuve que les génotypes restent stables d'une génération à l'autre.
Un médecin allemand, Wilhelm Weinberg, a abouti à cette même conclusion de manière indépendante. La loi a donc été nommée « loi de Hardy-Weinberg »,.

## Démonstration

### Hypothèses de départ
Pour que l'équilibre existe, plusieurs hypothèses sont considérées. La population doit être de taille infinie de telle sorte que l’on puisse assimiler les fréquences observées à des probabilités en vertu de la loi des grands nombres. Les couples se forment au hasard (panmixie) et les gamètes se rencontrent au hasard (pangamie). Les générations ne se chevauchent pas, c’est-à-dire que deux individus de générations différentes ne peuvent pas se reproduire ensemble. Enfin, il n’y a pas de sélection naturelle, ni de mutation, ni de migration,.

### Démonstration mathématique
Le génotype d'un individu aléatoire d'une génération est défini comme suit : on choisit un individu aléatoire de la génération précédente, on choisit équiprobablement l'un des deux allèles portés par cet individu et on le conserve ; on répète indépendamment cette procédure pour avoir un second allèle.
Ainsi, on constate que prendre un allèle uniformément au hasard dans la population à une génération donnée, c'est-à-dire choisir un individu aléatoire puis prendre équiprobablement l'un de ses deux allèles, revient à faire exactement la même chose à la génération antérieure. Par conséquent, la proportion de chaque allèle dans la population est constante au fil du temps. Demeure néanmoins la question analogue pour les génotypes, c'est-à-dire comment ces allèles sont appariés.
Or la procédure explicitée en début de démonstration peut se reformuler ainsi : un génotype aléatoire à une génération est obtenu en accolant deux allèles aléatoires de la génération précédente, tirés indépendamment. Puisque les proportions d'allèles sont stables au fil du temps, les génotypes doivent également être stables, dès lors que la phrase précédente s'applique, c'est-à-dire lorsqu'une génération antérieure existe. Ainsi, si on considère des génotypes distribués de façon arbitraire à la génération 0, alors les génotypes pourront être distribués différemment à la génération 1 mais la distribution observée aux générations ultérieures sera la même qu'à la génération 1.

## Usages

### Mise en évidence d'un facteur évolutif
Les conditions nécessaires pour que la loi puisse s'appliquer ne sont que très rarement réunies. Il est donc légitime de se questionner sur l'utilité de la loi de Hardy-Weinberg. En réalité, elle permet de prévoir l'évolution génétique d'une population et de s'en servir comme élément de comparaison avec la réalité. Cela permet de mettre en évidence un facteur évolutif. En effet, s'il n'y a pas d'équilibre, alors l'une ou plusieurs des hypothèses de départ ne sont pas remplies : la population est peut-être soumise à une sélection naturelle ou un autre mécanisme.
La production et la rencontre des gamètes s'effectuent de manière aléatoire. Par conséquent, l'évolution des fréquences allélique et génotypique comporte une part de hasard. Plus la population est grande, moins les variations seront grandes en vertu de la loi des grands nombres. En revanche, plus la population est petite, plus le hasard joue un rôle important et peut engendrer un grand écart par rapport à la valeur théorique. Ce phénomène, qui met en jeu le hasard, se nomme dérive génétique.
Les mutations permettent l'apparition de nouveaux allèles et modifient donc les fréquences alléliques. En effet, si un nouvel allèle apparaît, alors la fréquence des autres allèles diminue. Les mutations jouent un rôle essentiel dans l'Évolution. Cependant, les mutations restent rares. Leur effet et leur influence sur l'équilibre théorique reste limités.
Les populations ne sont généralement pas isolées. Il y a des échanges entre elles. Or, les fréquences alléliques peuvent être différentes entre populations. Les migrations ont tendance à homogénéiser les génomes. Elles peuvent donc être un élément qui éloignerait les fréquences alléliques de leurs valeurs théoriques calculées avec la loi de Hardy-Weinberg.
La sélection naturelle consiste en la sélection des individus possédant un avantage à la survie ou à la reproduction. Par exemple, un individu qui possèderait un allèle avantageux aurait plus de chances de survivre et donc de se reproduire qu'un individu qui posséderait un allèle désavantageux et risquerait de mourir plus tôt. La fréquence de l'allèle avantageux augmenterait et ne suivrait pas le modèle de Hardy-Weinberg. Les sélections (naturelle, sexuelle, gamétique…) ne permettent pas les stabilités alléliques et génotypiques.
D'autres mécanismes peuvent éloigner de l'équilibre théorique comme l'homogamie, la clonalité ou encore le chevauchement des générations.

### Exemple

#### Calcul de fréquences géniques
Le calcul est simple lorsque les gènes sont codominants, il suffit de les compter à partir des phénotypes observés, dont le génotype est certain, et nous obtenons immédiatement une estimation des fréquences géniques.
Lorsque nous avons un ou des gènes récessifs, nous devons tenir compte des divers génotypes possibles.
Il en est ainsi du système de groupe sanguin ABO que nous prenons (d'après R.R. Race et R. Sanger, Les groupes sanguins chez l'homme, Masson 1970) pour exemple de calcul. Le système ABO comporte 3 allèles, A, B, et O, ce dernier étant récessif. Par souci de simplification, nous ne différencions pas les 2 allèles A1 et A2 qui déterminent deux sortes différentes de groupe A, A1 étant dominant sur A2. Nous observons donc 4 phénotypes possibles. Nous observons, d'après M. Goudemand et Ch. Salmon, les fréquences suivantes en France, arrondies à trois décimales :
A, fréquence 0.437, génotypes possibles (A//A) et (A//O)
B, fréquence 0.092, génotypes possibles (B//B) et (B//O)
AB, fréquence 0.036, génotype certain (A//B)
O, fréquence 0.435, génotype certain (O//O)
Soit a, b, o les fréquences géniques respectives des allèles A, B, O. Nous avons, par définition, a + b + o = 1
La fréquence du génotype (O//O), égale à o² étant de 0.435, nous en déduisons la fréquence génique de o, soit : o = {\displaystyle {\sqrt {0.435}}} = 0.6595
La fréquence génique de l'allèle A en découle, car nous avons la fréquence des sujets A = 0.437 = a² + 2ao = a² + 1.3190a d'où a = 0.2743
La valeur de b s'en déduit immédiatement ; b =1 -(0.6595 + 0.2743)= 0.0662
Ou plus simplement la méthode de Bernstein :
o = {\displaystyle {\sqrt {0.435}}} = 0.6595
b = 1 - (a + o) = 1 - {\displaystyle {\sqrt {0.437+0.435}}} = 1 - 0.9338, soit b = 0.0662
a = 1- (b + o) = 1 - {\displaystyle {\sqrt {0.092+0.435}}} = 1 - 0.7259, soit a = 0.2741
Le total o+a+b n'est pas égal exactement à 1, et certaines corrections doivent être apportées, et l'ont été tant par Bernstein, qu'ultérieurement par d'autres auteurs -Taylor et Prior (1938), R.A. Fisher et G.L. Taylor (1940), A.M. Dobson et E.W. Ikin (1946) et J.A.F. Roberts (1948) en ont publié les formules d'application.

#### Exemple de testχ2pour la déviation
L'écart par rapport à la loi de Hardy-Weinberg est estimé grâce au Test du χ² de Pearson, en comparant la structure des fréquences génotypiques obtenues à partir des données observées, aux fréquences calculées selon la loi de Hardy-Weinberg. Lorsque les systèmes comprennent de nombreux allèles, certains génotypes peuvent manquer ou n'être observés qu'en petit nombre. Le test de χ² est alors inapplicable, ou des regroupements de classes doivent être effectués, et une méthode dérivée de la méthode exacte de Fisher doit être appliquée.
Les données suivantes ont été fournies par E.B. Ford (1971) qui a noté les phénotypes observés dans une population de papillons écaille rouge. Une faible discordance génotype-phénotype peut être négligée. L'hypothèse nulle est que cette population répond à la loi de Hardy-Weinberg, l'hypothèse alternative étant qu'elle n'y répond pas.
| Génotype | Tacheté blanc (AA) | Intermédiaire (Aa) | Peu tacheté (aa) | Total |
| Nombre   | 1469               | 138                | 5                | 1612  |

D'où les fréquences alléliques peuvent être estimées :
| {\displaystyle p} | {\displaystyle ={2\times \mathrm {obs} (AA)+\mathrm {obs} (Aa) \over 2\times (\mathrm {obs} (AA)+\mathrm {obs} (Aa)+\mathrm {obs} (aa))}} |
|                   | {\displaystyle ={1469\times 2+138 \over 2\times (1469+138+5)}}                                                                            |
|                   | {\displaystyle ={3076 \over 3224}} |
|                   | {\displaystyle =0.954} |
et
| {\displaystyle q} | {\displaystyle =1-p}     |
|                   | {\displaystyle =1-0.954} |
|                   | {\displaystyle =0.046}   |
Les valeurs attendues sont :
| {\displaystyle \mathrm {Exp} (AA)=p^{2}n=0.954^{2}\times 1612=1467.4} |
| {\displaystyle \mathrm {Exp} (Aa)=2pqn=2\times 0.954\times 0.046\times 1612=141.2} |
| {\displaystyle \mathrm {Exp} (aa)=q^{2}n=0.046^{2}\times 1612\leq 3.4} |
Test du χ² :
| {\displaystyle \chi ^{2}} | {\displaystyle =\sum {(O-E)^{2} \over E}}                                                               |
|                           | {\displaystyle ={(1469-1467.4)^{2} \over 1467.4}+{(138-141.2)^{2} \over 141.2}+{(5-3.4)^{2} \over 3.4}} |
|                           | {\displaystyle =0.001+0.073+0.756}                                                                      |
|                           | {\displaystyle =0.83}                                                                                   |
Il s'agit d'un test à un degré de liberté (ddl), -en règle, le nombre de degrés de liberté d'un test de χ² est de n − 1, où n est le nombre de classes, quoique qu'un autre ddl soit perdu, du fait que les valeurs attendues sont estimées à partir des valeurs observées. Le seuil de signification à 5 % du χ², pour 1 ddl, est à 3.84. La valeur du χ² obtenue étant inférieure à 3.84, l'hypothèse nulle, à savoir la population étudiée suit la loi de Hardy-Weinberg, n'est pas rejetée,.